# 馬柳強卡
50°17′28″N 30°16′11″E / 50.29111°N 30.26972°E

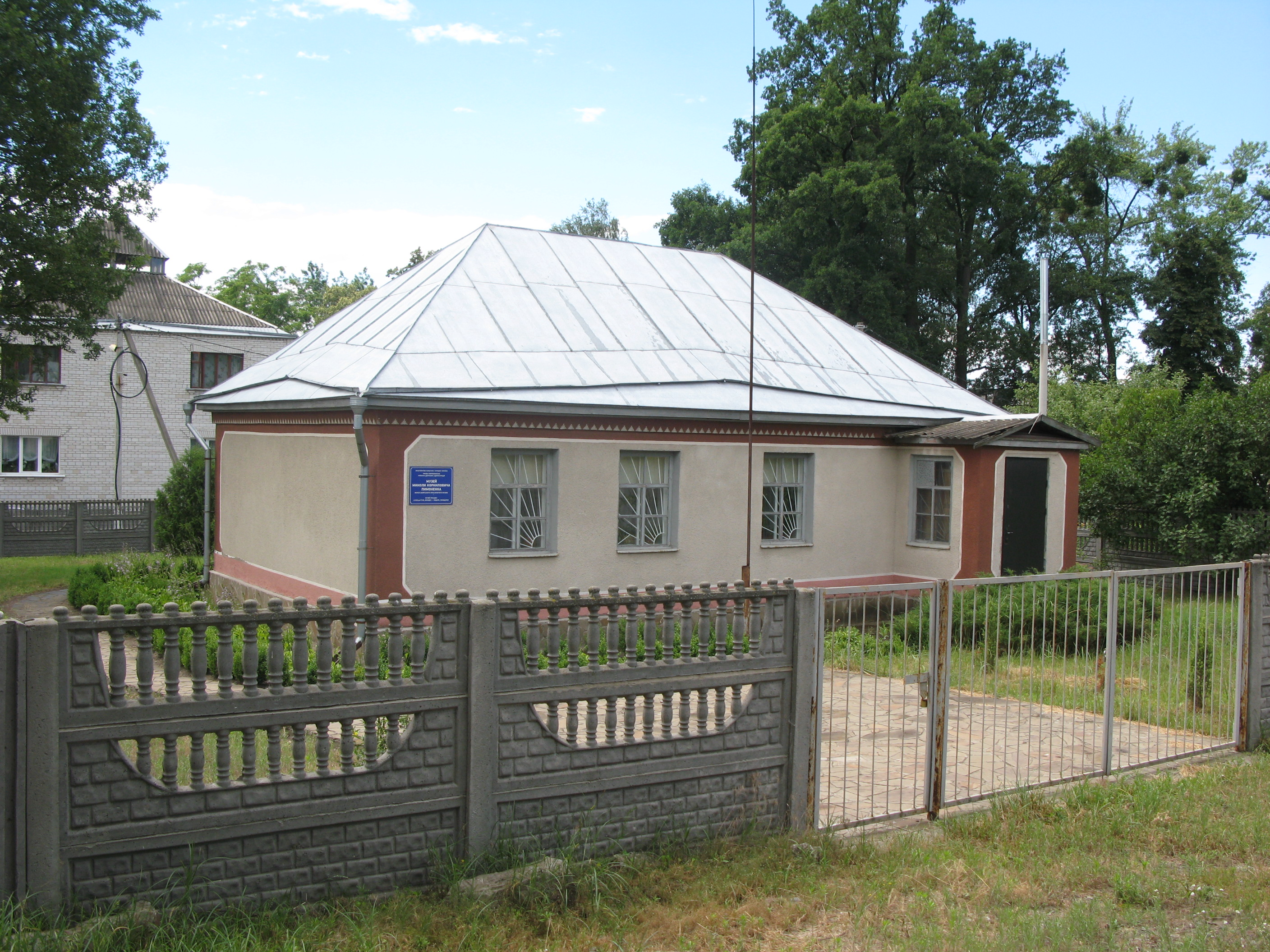
知名艺术家博物馆

馬柳強卡（羅馬化：Maliutianka）是位於烏克蘭北部的村莊，由基辅州法斯蒂夫區的博亞爾卡市鎮負責管轄。該村面積2.27平方公里，海拔高度151米，2023年人口2,137 ，人口密度每平方公里547.5人。